# 葉玉萍
葉玉萍（英語：Yip Yuk Ping，1962年10月9日—），香港女演員及保險地產人士、曾為亞洲電視及無綫電視旗下藝人。

## 生平
葉玉萍原祖籍貫廣東汕頭，1962年出生於潮州市，畢業於1981年麗的藝員訓練班。正式出道後，她在1982至1991年間為亞視藝員演出很多武打劇，較為人熟悉的是《醉拳王无忌》的醉娃一角及《滿清十三皇朝》等。1983年她曾在亞視台慶贏得最佳新人獎。後來她於1990年代初轉投無綫電視，1993年底結婚息影，1995年後開始淡出娛樂圈，此後從事任職保險界人士工作；偶爾在客串演出電影和電視劇等等。後來於2012年訪問的《亞視百人》節目亮相，亞洲電視會與主持甘國亮分享當年拍劇感受及擔任武打女星的趣事。她於在早年就讀萃華英文書院，為銅鑼灣分校校友。

## 家庭
1993年和楊得時結婚，婚後育有一子一女。後二人離異。

## 電視劇（麗的電視/亞洲電視）
- 1982年：琥珀青龍 飾 趙晴晴
- 1982年：凹凸神探 飾 細玲
- 1982年：風塵三奇俠 飾 嚴慕英
- 1982年：家春秋 飾 高淑華
- 1982年：血債血償 飾 葉婷婷
- 1983年：鹹魚豆腐白菜仔 飾 崔玉
- 1983年：八美圖 飾 陳巧兒
- 1983年：鐵膽英雄 飾 秦素貞
- 1984年：醉拳王無忌 飾 醉娃
- 1984年：毋忘我 飾 鄭美倩
- 1984年：十二金牌 飾 王八妹
- 1984年：醉拳王無忌之日帝月后 飾 醉娃
- 1985年：諸葛亮 飾 黃夫人｜黃瑛
- 1985年：戰神 飾 段潔男
- 1985年：仙女多情 飾 惜惜（楚思傲）
- 1986年：少林英雄 飾 洪亦之
- 1986年：通靈 飾 莫倩瑩
- 1986年：清末四大奇案·楊乃武與小白菜 飾 楊詹氏
- 1987年：獅王之王 飾 霍秀兒
- 1987年：滿清十三皇朝之努爾哈赤 飾 穆庫什
- 1988年：法網柔情 飾 傅雪薇
- 1988年：聊齋 飾 花姑子
- 1988年：大鬧粉妝樓
- 1988年：錦衣衛 飾 徐玉鳳
- 1988年：滿清十三皇朝之雍正 飾 呂四娘
- 1989年：皇家儷人
- 1990年：街市忍者
- 1990年：皇城爭霸 飾 婉容
- 1991年：獨孤神劍 飾 天鳳

## 電視劇（無綫電視）
- 1991年：命運迷宮 飾 何淑蘭
- 1992年：火玫瑰 飾 韋仲楠
- 1992年：我愛牙擦蘇 飾 黃玉卿
- 1993年：天倫 飾 梁桂香
- 1993年：魔刀俠情 飾 奴兒

## 電影
- 拍檔闖情關 (1985) 飾 菲菲
- 猛鬼咒 (1988)
- 毒網 (1991)
- 香港姦殺奇案 (1992)
- 偶像 (1993)
- 真相之二極道追擊 (1994)
- 情難枕 (1994)
- 驚情廿四小時 (1994)
- 真相之一終極之旅 (1994) 飾 敖青
- 殺手的童話 (1994)

## 外部連結
- 葉玉萍在互联网电影资料库（IMDb）上的資料（英文）
- 葉玉萍在香港影庫上的簡介
- 亞視百人-葉玉萍